# Propagation des ondes
Pour les articles homonymes, voir propagation et ondes (homonymie).
En physique ondulatoire, la propagation d'une onde correspond au déplacement spatial de la perturbation du milieu engendrée par une onde. Sa direction est par définition celle du flux d'énergie que transporte l'onde.

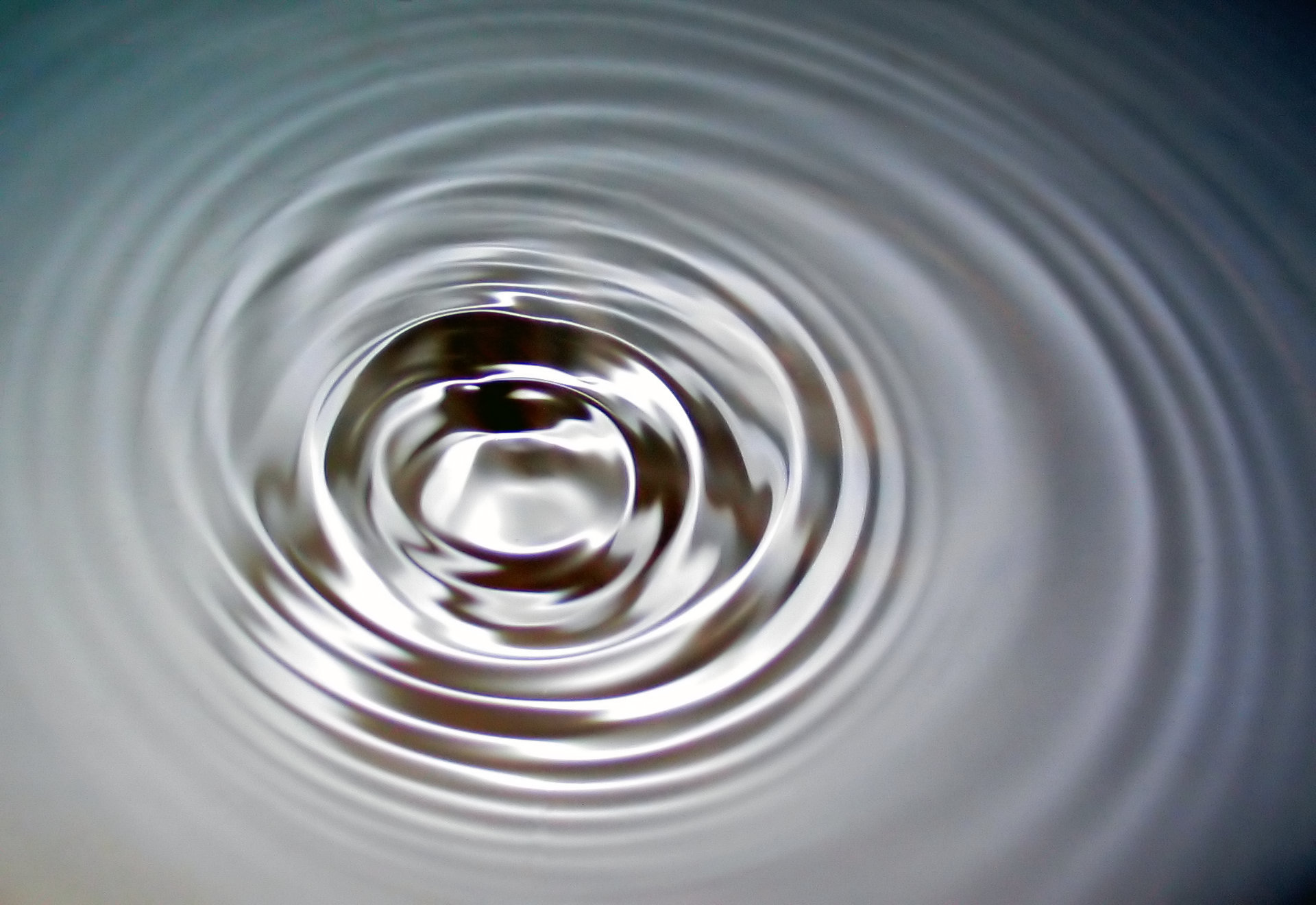
Propagation de vaguelettes à la surface de l'eau.

La grandeur principale caractérisant la propagation d'une onde est sa vitesse de propagation. Selon la nature de l'onde, on distingue vitesse de groupe et vitesse de phase. En général, la direction de propagation d'une onde et celle du vecteur d'onde coïncident.

## Milieu de propagation
Certaines ondes ne peuvent se propager que dans un milieu matériel, comme le son ou les vagues. On les nomme ondes mécaniques.

Cette perturbation ne peut se propager que sur la corde, qui est un milieu matériel.

Certaines ondes ont la propriété de pouvoir se propager même dans le vide, comme la lumière ou les ondes radio. Les ondes électromagnétiques et les ondes gravitationnelles en font partie.

## Vitesse de propagation
La vitesse {\displaystyle v} de propagation d'une onde correspond à la vitesse de translation de son profil. Pour une onde harmonique monochromatique, elle est liée à sa longueur d'onde λ, à sa fréquence f et à sa période T par les égalités suivantes :
{\displaystyle v=\lambda \ f={\frac {\lambda }{T}}.}

## Équation de propagation
La propagation d'une onde {\displaystyle \mathrm {U} } à la vitesse {\displaystyle c} est régie par l'équation de D'Alembert :
avec {\displaystyle \mathrm {U} (\mathrm {M} ,t)} l'amplitude de l'onde au point {\displaystyle \mathrm {M} } et à l'instant {\displaystyle t}. 
En dimension {\displaystyle 1}, l'équation des ondes devient : 
La dérivée par rapport au temps de {\displaystyle \mathrm {U} } est une dérivée seconde, et donc l'onde qui remonte le temps {\displaystyle \mathrm {U} (\mathrm {M} ,-t)} vérifie la même équation. Cette invariance par retournement du temps découle du caractère réversible de la propagation d'une onde.

## Modes de propagation
En dimension {\displaystyle 1} d'espace, on distingue deux modes de propagation : les ondes progressives, qui se déplacent dans la direction de l'axe, et les ondes régressives, qui se déplacent dans la direction opposée. Elles correspondent en fait aux deux familles de solutions générales de l'équation des ondes en dimension {\displaystyle 1}.

Onde progressive, qui se déplace dans le sens des x croissants.

Les ondes stationnaires sont des ondes qui oscillent mais qui ne se propagent pas. Elles sont pourtant la résultante d'ondes qui se propagent. 

Onde stationnaire formée par une onde progressive et une onde régressive.

Les ondes évanescentes sont également des ondes qui ne se propagent pas. Un exemple serait de bouger l'extrémité d'une corde assez lentement pour que la corde suive le mouvement de l'opérateur sans que l'on aperçoive d'impulsion apparaître.

## Phénomènes affectant la propagation des ondes
La propagation d'une onde s'accompagne toujours d'un amortissement qui traduit une perte de l'énergie de l'onde, soit parce qu'elle est absorbée par le milieu, soit parce que l'onde se répartit sur une plus grande zone de l'espace ce qui diffuse l'énergie.

L'amplitude d'une onde sphérique diminue au cours de sa propagation pour des raisons géométriques.

On peut aussi citer :  
- Réflexion
- Réfraction
- Diffusion
- Interférences
- Diffraction